# Gregorio V di Alessandria
Papa Gregorio V (... – 1486), è stato papa e patriarca greco-ortodosso di Alessandria e di tutta l'Africa tra il 1484 e il 1486.